# Kasepuhan

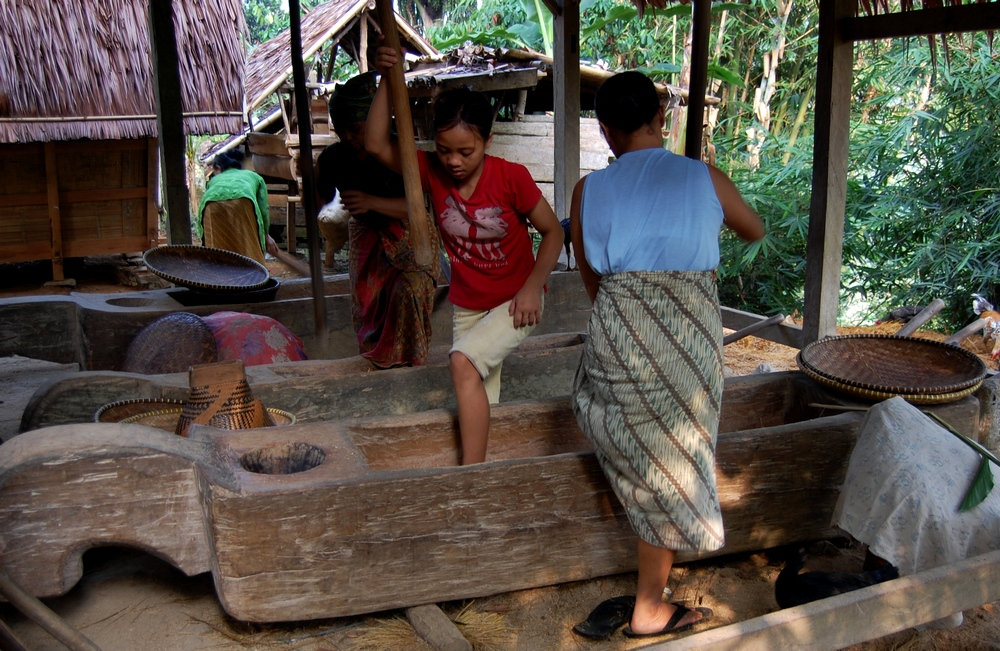
Kasepuhan

De Kasepuhan zijn een etnische groep van ongeveer 5300 personen. Ze leven in het zuidelijke gebied van nationaal park Halimun, in de provincie van West-Java, Indonesië. Nationaal park Halimun bevindt zich binnen de grenzen van kabupaten Sukabumi, Bogor en Zuid-Bantam.
Volgens de overlevering leven de Kasepuhan inmiddels ongeveer 570 jaar in dit gebied. Rond het jaar 1430 leefden de voorouders van de Kasepuhan in het gebied rondom Bogor, ten oosten van Gunung Halimun. In die tijd waren er bovendien een aantal Pajajaran-koninkrijken in West-Java. Bijvoorbeeld in Bantam, maar ook in Bogor. De Pajajaran volgden hindoeïsme als belangrijkste religie, maar combineerden dit met animisme en Soendanese tradities. De Kasepuhan claimen bovendien dat ze genetisch verbonden zijn met de Badui, een andere etnische groep in West-Java.
Tegenwoordig zijn de Kasepuhan beïnvloed door islam, maar zij volgen niet alle regels die verbonden zijn aan deze religie. Net als hun voorouders, hebben de Kasepuhan verschillende tradities en religies gecombineerd tot een nieuw geheel. Dit betekent dat de Kasepuhan beïnvloed zijn door Islam, Soendanese tradities, Pajajarantradities, Hindoeïsme en animisme.
De Kasepuhan zijn in hun voedselvoorziening bijna zelfvoorzienend. Dit betekent dat ze voornamelijk van landbouw leven. De landbouwactiviteiten kunnen worden opgesplitst in drie categorieën: sawah (natte rijstbouw op horizontale velden), ladang (droge rijstbouw op hellingen) en kebun (tuinen op horizontale velden). Ongeveer 85% van het land van de Kasepuhan bestaat uit sawah, 10% bestaat uit ladang, en 5% uit kebun.